# Sellrain
Sellrain ist eine Gemeinde mit 1335 Einwohnern (Stand 1. Jänner 2024) im Bezirk Innsbruck-Land in Tirol (Österreich). Die Gemeinde liegt im Gerichtsbezirk Innsbruck.

## Geografie
Sellrain ist der Hauptort des Sellraintals, das vom Inntal abzweigt.
Die Gemeinde liegt am Fuß des Fotscher Windegg (2577 m ü. A.) und wird von der Melach durchflossen.
Das Gemeindegebiet umfasst die Besiedelungen an der Sellraintalstraße, den am Hang gelegenen Sonnenberg sowie das nach Süden abzweigende Fotschertal.

### Gemeindegliederung
Die Gemeinde Sellrain besteht aus der einzigen gleichnamigen Katastralgemeinde und Ortschaft. Sie gliedert sich in die Dörfer Sellrain, St. Quirin und Tanneben, die Rotten Äußere Ellmau, Bodenhöfe, Durregg, Fotscher, Fotscher Tal, Gasse, Grubach, Innere Zehent, Klausen, Perfall, Rauth, Ronach, Scheibe, Stallwies, Tannrain und Untere Grube, die Siedlungen Steinhof und Tauegert sowie mehrere Einzelhöfe, Almen und Schutzhütten.

## Geschichte
Die erste Besiedlung entwickelte sich um die eisenhaltige Heilquelle Rothenbrunn, die seit dem Mittelalter von Innsbrucker Adligen und Bürgern genutzt wurde.
Der Ortsname ist 1271 als Selrain ersturkundlich genannt. Die Herkunft des Namens ist umstritten. Es kann der antike Flurname *selia (‚Sennhütte‘) zugrunde liegen, lokale Quellen sprechen davon, dass sich der Name vom umgangssprachlichen "sellen roan" ("dieser Hang") ableitet. Jedenfalls ist der Name vorrömisch.

### Bevölkerungsentwicklung
EinwohnerJahr700800900100011001200130014001860189019201950198020102040EinwohnerEinwohnerentwicklung von Sellrain

## Kultur und Sehenswürdigkeiten

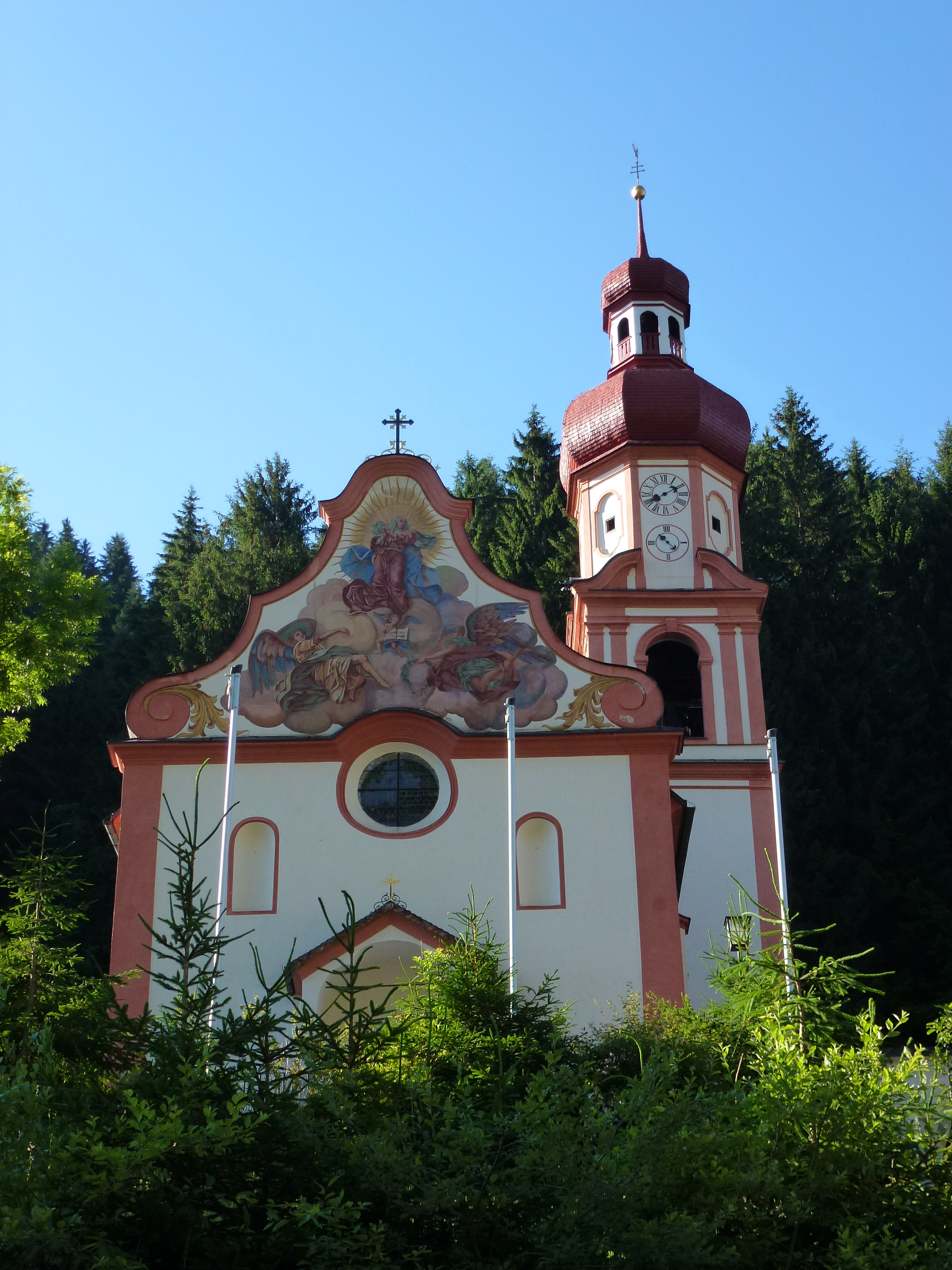
Pfarrkirche Sellrain

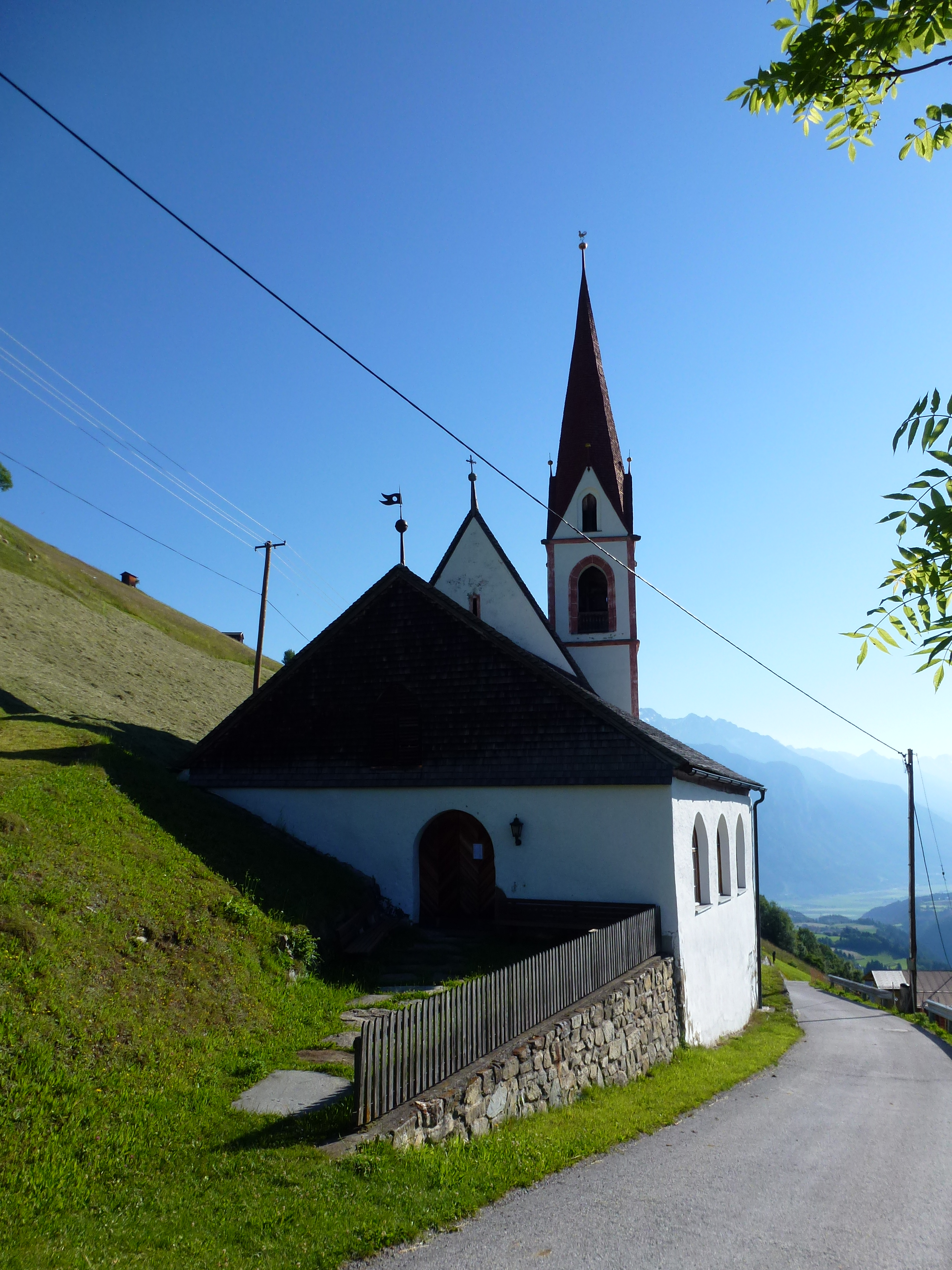
Wallfahrtskirche Sellrain

- Katholische Pfarrkirche Sellrain hl. Anna: Die Dorfkirche wurde 1705 aus den Einnahmen der Wallfahrt nach St. Quirin erbaut.
- Wallfahrtskirche Sellrain hl. Quirin: Die am Hang gelegene und weithin sichtbare Wallfahrtskirche St. Quirin ist vor allem dank ihrer um 1400 und 1500 entstandenen, spätgotischen Wandmalereien und Schnitzfiguren sehenswert und Ziel zahlreicher Besucher.

## Wirtschaft und Infrastruktur
Das Fotschertal ist ein beliebtes Wander-, Rodel- und Skitourengebiet. Eine Besonderheit stellen die insgesamt 36 Brücken im Gemeindegebiet dar, die verschiedene Ortsteile miteinander verbinden.
Im Gegensatz zu St. Sigmund und Kühtai spielt der Tourismus kaum eine Rolle, Sellrain ist eine typische Auspendlergemeinde.

## Politik

### Gemeinderat
In den Gemeinderat werden 13 Mandatare gewählt.
| Partei                                                      | 2022    | 2022    | 2022                 | 2016    | 2016    | 2016  | 2010    | 2010    | 2010  |
| Partei                                                      | Prozent | Stimmen | Sitze im Gemeinderat | Prozent | Stimmen | Sitze | Prozent | Stimmen | Sitze |
| ----------------------------------------------------------- | ------- | ------- | -------------------- | ------- | ------- | ----- | ------- | ------- | ----- |
| WIR Sellrainer – Bürgermeisterliste Dr. Georg Dornauer 2)   | 67,20   | 590     | 9                    | 35,59   | 336     | 5     | 22,70   | 217     | 3     |
| Gemeinsam für Sellrain – Team Benedikt Singer Alfons Gruber | 32,80   | 288     | 4                    | 49,47   | 467     | 6     |         |         |       |
| Gemeinschaftsliste 1)                                       |         |         |                      | 14,94   | 141     | 2     | 30,54   | 292     | 4     |
| Einheitsliste – Wir für Sellrain                            |         |         |                      |         |         |       | 46,76   | 447     | 6     |

1) Die Partei trat 2010 unter dem Namen „Gemeinschaftsliste Georg Dornauer“ an.
2) Die Partei trat 2016 unter dem Namen „WIR Sellrainer“ an.

### Bürgermeister
- 1977–2016 Norbert Jordan
- 2016–2022 Georg Dornauer jun.
- 2022–2023 Vizebürgermeisterin Sigrid Jordan (geschäftsführend)[6]
- ab 2023: Benedikt Singer (ÖVP)[7]

Norbert Jordan war mit insgesamt 38 Jahren (nach Abschluss der Legislaturperiode 2016) längstdienender Bürgermeister Österreichs.
Nach dem Wechsel von Dornauer in die Landesregierung Mattle im Oktober 2022 übernahm Vizebürgermeisterin Sigrid Jordan die Amtsgeschäfte. Im Februar 2023 wurde Benedikt Singer (ÖVP) zum Bürgermeister gewählt.

## Persönlichkeiten

### Söhne und Töchter der Gemeinde
- Peter Jordan (1751–1827), Agrarwissenschaftler
- Alfons Schlögl (1886–1926), Komponist, Organist und Musikpädagoge

### Mit der Gemeinde verbundene Persönlichkeiten
- Georg Dornauer sen. (* 1955), Politiker
- Georg Dornauer jun. (* 1983), Politiker